# ドルトムント中央駅
ドルトムント中央駅（ドルトムントちゅうおうえき、ドイツ語：Dortmund Hauptbahnhof Dortmund Hbf）はドイツノルトライン＝ヴェストファーレン州アルンスベルク行政管区ドルトムントにあるドイツ鉄道の鉄道駅である。

## 概要
ドルトムント中央駅はドイツでは長距離輸送で3番目に大きな分岐駅であり、ライン・ルール地方では重要な鉄道駅となっている。ドイツに21あるカテゴリー1に指定される大駅。Sバーンを除いても982本の列車が毎日ドルトムント中央駅を行き交う。

### 駅構造
南側に櫛形ホーム2面4線、北側に島式ホーム6面12線を有する地上駅である。

### 利用状況
年間旅客数は4,563万人で、1日平均約125000人である。

## 歴史
当駅は元々、ケルン・ミンダナー鉄道とベルギッシュ・メルキッシュ鉄道の接続駅として市の中心部の北側に1847年に建設された。駅は1910年の電化により現在地に移転された。交通の流れを良くするため、築堤となっているのが特徴的である。開業時、ドイツでも最も大きな駅の一つであった。しかし、第二次世界大戦中の1944年10月6日に連合国の空襲によって破壊された。戦後、1952年に駅のホールが現代的な姿で再建された。

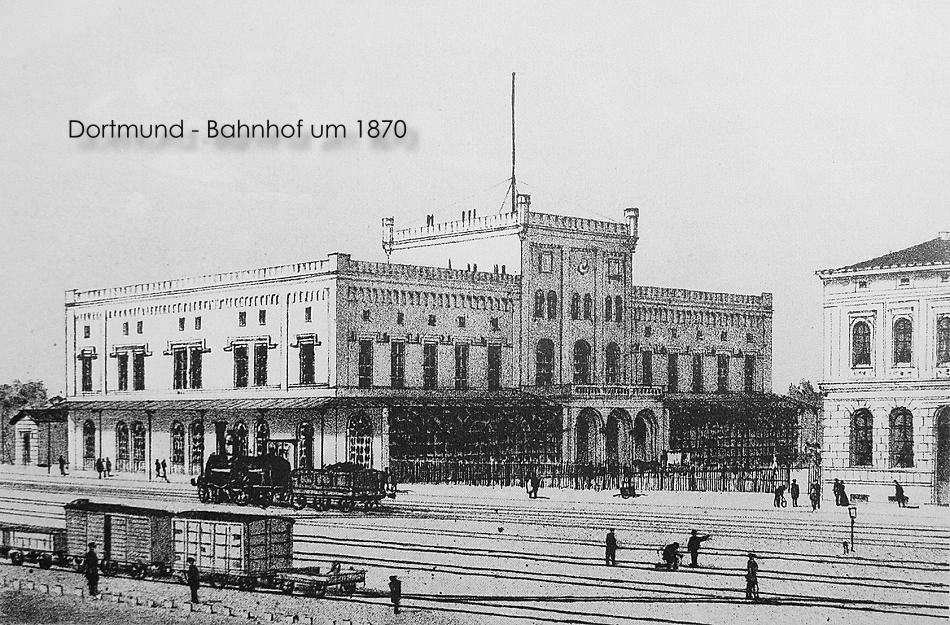
1870年開業の駅舎
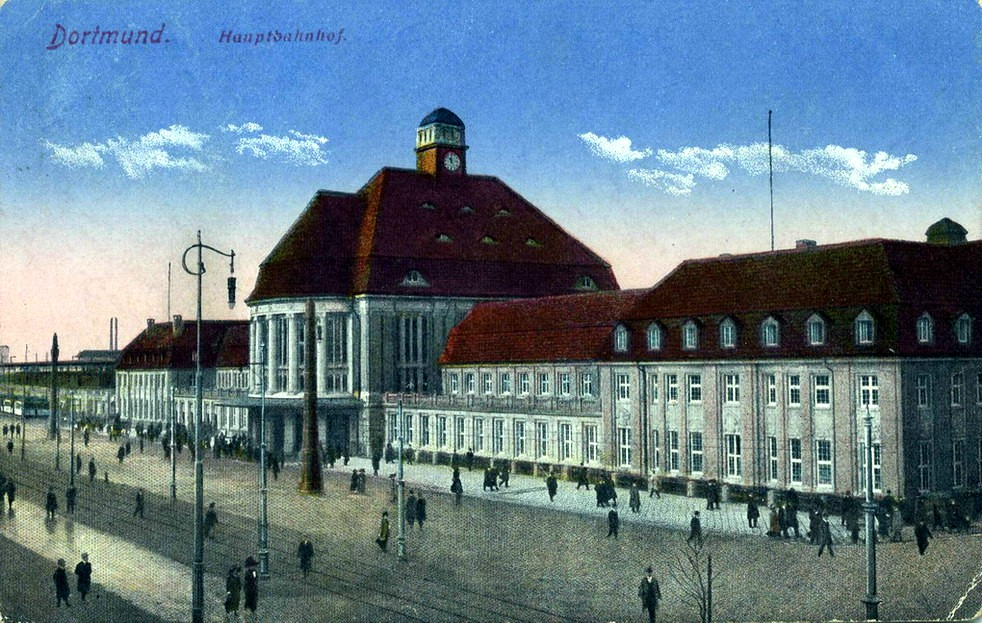
1910年当時の駅舎
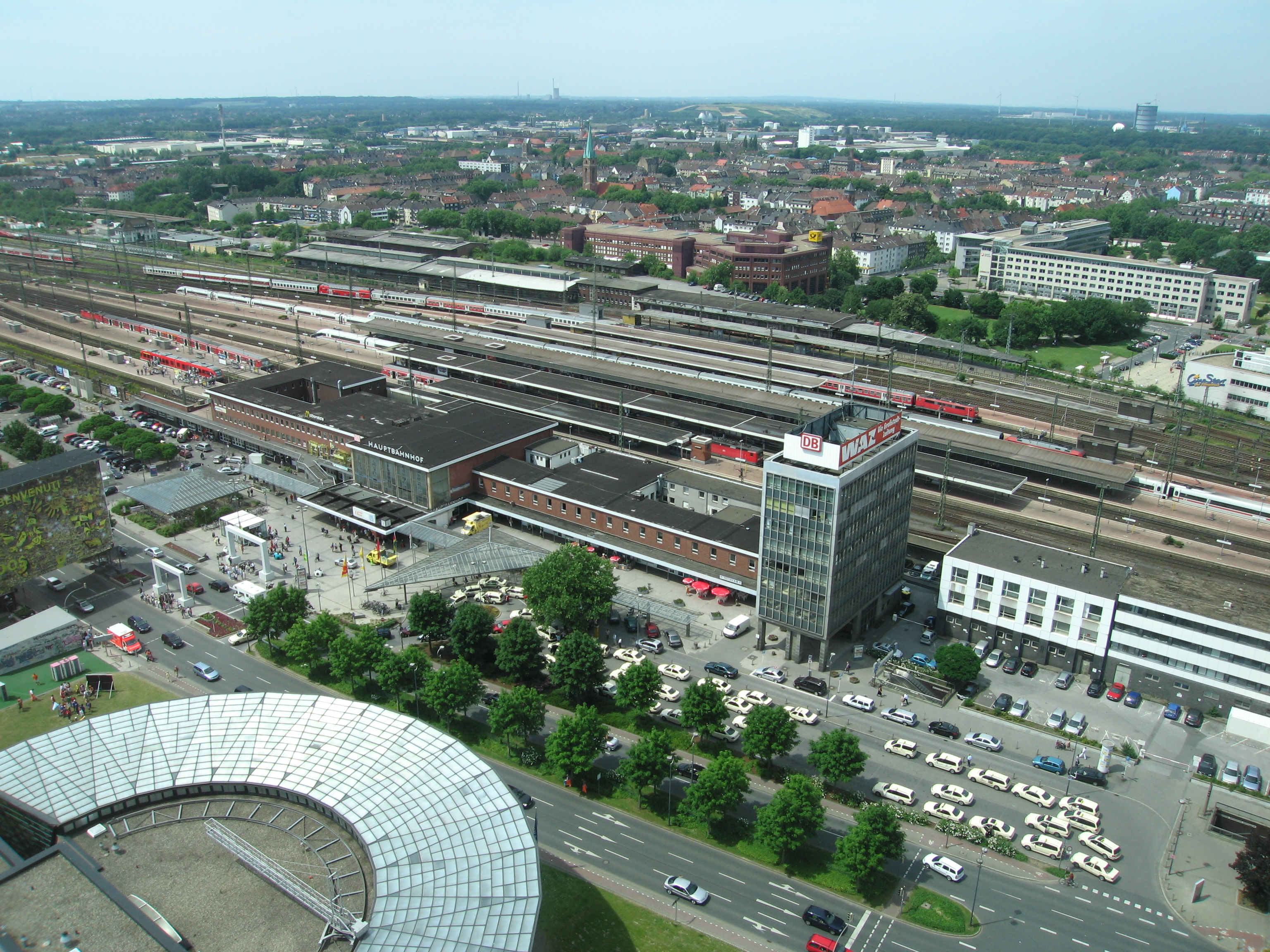
上から　駅全景
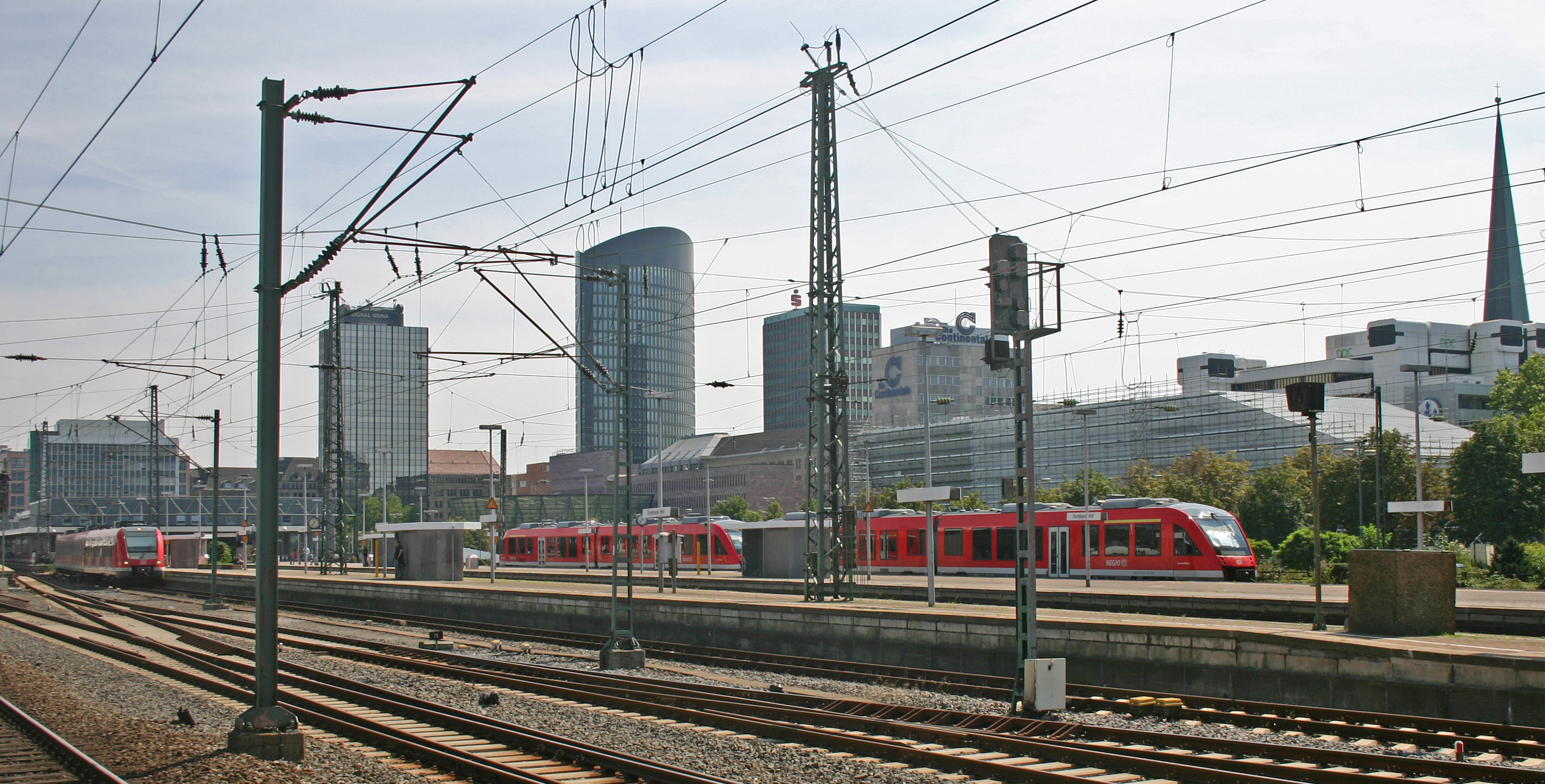
プラットフォーム

## 駅周辺
- Dortberghaus
- Museum für Kunst und Kulturgeschichte